# John Gottowt

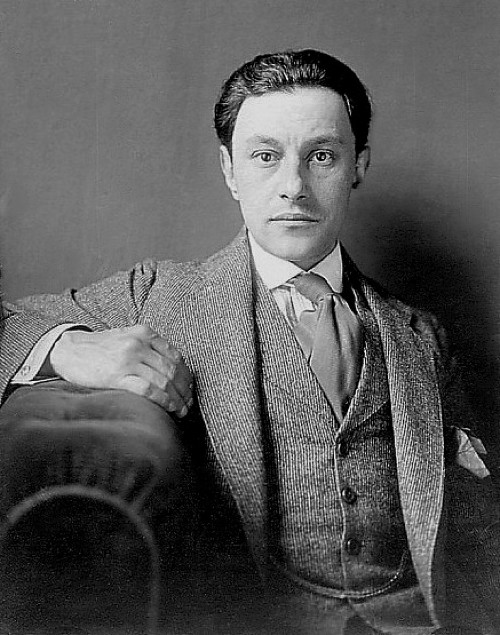
John Gottowt

John Gottowt (15 de junio de 1881 – 29 de agosto de 1942) fue un actor y director teatral y cinematográfico austriaco, activo en la época del cine mudo.

## Biografía
Nacido en Leópolis, Imperio austrohúngaro, en la actual Ucrania, su verdadero nombre era Isidor Gesang. Tras formarse en Viena, formó parte del elenco del Deutsches Theater de Berlín en 1905, trabajando para Max Reinhardt como actor y director. Gottowt estuvo activo principalmente en teatros de Berlín, con funciones de actor de carácter y de director.
Su primera actuación en el cine fue junto a Paul Wegener en Der Student von Prag (1913). Ese mismo año debutó también como director, produciendo Das schwarze Los, un film en la tradición de la comedia del arte en el que interpretaba el papel principal el actor de la compañía de Reinhardt Alexander Moissi. En 1920 actuó en las películas de carácter expresionista Genuine, die Tragödie eines seltsamen Hauses, de Robert Wiene, y el film de ciencia ficción Algol. Tragödie der Macht, en el que tenía el papel del título. También en 1920, hizo su papel más importante, el de James Wilton en la cinta de Friedrich Wilhelm Murnau Der Bucklige und die Tänzerin. Al siguiente año fue el Profesor Bulwer en el clásico mudo Nosferatu, el vampiro, también dirigido por F.W. Murnau.
En el verano de 1920 se hizo cargo, junto a Henrik Galeen, de la gestión de los Theaters in der Kommendantenstraße de Berlín, siendo la misma un éxito artístico. Con Galeen, guionista de Nosferatu, trabajó Gottowt en otros proyectos, como la comedia Der verbotene Weg, escrita y dirigida por Galeen, y con la actuación de Lupu Pick.
Además de su actividad en el cine, en 1923 Gottowt colaboró con Paul Leni en el cabaret Die Gondel.
A Gottowt, como judío, se le prohibió trabajar como actor profesional con la llegada de los Nazis al poder. Tras pasar unos años en Dinamarca, fue a Cracovia, en Polonia. Fue asesinado en 1942 por un oficial de las SS en Wieliczka, Polonia.

## Filmografía
| - Der Student von Prag (1913), de Stellan Rye - Das Schwarze Los, Pierrots letzte Abendteuer (1913), de John Gottowt - Büßende Magdalena (1915), de Emil Albes - Satan Opium (1915), de Siegfried Dessauer- guionista - Die Prinzessin von Neutralien (1917), de Rudolf Biebrach - Peer Gynt. 1. Peer Gynts Jugend (1918), de Victor Barnowsky - Peer Gynt 2. Wanderjahre und Tod (1918), de Victor Barnowsky - Morphium (1919), de Bruno Ziener - Der rote Henker (1919), de Rudolf Biebrach - Der Verbotene Weg (1920), de Henrik Galeen - Genuine, die Tragödie eines seltsamen Hauses (1920), de Robert Wiene - Die Nacht der Königin Isabeau (1920), de Robert Wiene - Der Bucklige und die Tänzerin (1920), de F.W. Murnau - Niemand weiß es (1920), de Lupu Pick - guionista - Algol. Tragödie der Macht (1920), de Hans Werckmeister | - Die tote Stunde (1920), de Friedrich Feher - Die Lou vom Montmartre (1921), de Leo Lasko - Pariserinnen (1921), de Leo Lasko - Brennendes Land (1921), de Heinz Herald - Nosferatu, el vampiro (1922), de F. W. Murnau - Der schwarze Stern (1922), de James Bauer - Elixiere des Teufels (1922), de Adolf Abter - Der falsche Dimitry (1922), de Hans Steinhoff - Der Geldteufel (1923), de Heinz Goldberg - Wachsfigurenkabinett (1923), de Leo Birinski y Paul Leni - Menschenopfer (1923), de Carl Wilhelm - Dürfen wir schweigen? (1926), de Richard Oswald - Die Flucht in die Nacht (1926), de Amleto Palermi - Prinz Louis Ferdinand (1927), de Hans Behrendt - Unheimliche Geschichten (1932), de Richard Oswald |